# Andrea Tomé
Andrea Tomé Yáñez (Ferrol, 25 de octubre de 1994) es una escritora, editora y filóloga española. En 2014, con 19 años de edad, fue la ganadora de la 2.ª edición del Premio La Caixa Plataforma, con su primera novela Corazón de mariposa.
Tomé escribe ficción histórica para adultos y novela infantil y juvenil.

## Biografía
Nació el 25 de octubre de 1994, en Ferrol. Estudió Literatura inglesa en la Universidad de Santiago de Compostela. Posteriormente, realizó un máster en edición en el Reino Unido.
En algunas de sus novelas, Tomé trata temas de salud mental, la anorexia y la bulimia, los cuales son los temas centrales de su novela Corazón de mariposa. Mantuvo en el pasado un proyecto literario feminista llamado Readinpink.
Desde 2023 escribe ficción histórica para adultos, destacando sus novelas Las diurnas (Umbriel, 2023), sobre la caza de brujas en la Inglaterra del siglo XVII, y Tinta y ceniza (Umbriel, 2024), sobre las corresponsales de guerra femeninas durante la Segunda Guerra Mundial.

## Publicaciones
- Corazón de mariposa (Plataforma Neo, 2014)
- Desayuno en Jupiter (Plataforma Neo, 2015)
- Entre dos universos (Plataforma Neo, 2015)
- El valle oscuro (Plataforma Neo, 2016)
- La luna en la puerta (Crossbooks, 2019)
- Kiss & Cry (La Galera Young, 2020)
- La chica de hielo (Crossbooks, 2021)
- Lo que permanece (Nocturna, 2022)
- Esos monstruos a los que amamos (VR, 2022)
- Preparados, listos, ¡ya! Alerta: Chico nuevo (La Galera, 2023)
- Preparados, listos, ¡ya! La guerra de Aurora y Gabi (La Galera, 2023)
- Cicatrices brillantes (Nube de tinta, 2023)
- Las diurnas (Umbriel, 2023)
- Sangre roja, seda rosa (VR, 2024)
- Preparados, listos, ¡ya! Tenemos que ayudar a Kevin (La Galera, 2024)
- Tinta y ceniza (Grijalbo, 2024)